# 前田裕二
前田 裕二（まえだ ゆうじ、1987年6月23日 - ）は、日本の実業家。SHOWROOM株式会社・代表取締役社長、著作家、コメンテーター。東京都北区出身。早稲田大学政治経済学部卒業。

## 概要
自社の業務の他に、著作活動、コメンテーター、講演会、テレビやラジオでの芸能活動などをする。著書には『メモの魔力 The Magic of Memos 』、『人生の勝算』があるがある。
現在、コメンテーターとしてはテレビ番組の『スッキリ』火曜の、『新・日本男児と中居』準レギュラー に出演。
芸能活動としては、ラジオ番組『SHOWROOM主義』に出演するほか、『世界一受けたい授業』『深イイ話』『メレンゲの気持ち』『アナザースカイII』『しゃべくり007』『ナカイの窓』『ニノさん』 ほか多数の人気番組に出演。様々な分野で活動を手掛ける新鋭若手社長の1人として注目されている。
さらに、2019年（令和元年）11月にはニッポン放送の老舗番組『オールナイトニッポン』の冠をジャックして『前田裕二のオールナイトニッポン』を放送。放送直後、自らが運営するウェブサイト「SHOWROOM」で『前田裕二 密着24時 〜ニッポン放送からの挑戦状〜』（5時～29時）を配信。その間に檜原麻希（ニッポン放送社長）、蜷川実花、ゆうこす、西野亮廣、松村沙友理、鬼龍院翔、中田敦彦など7人のインフルエンサーと対談しゼロの状態から、時間内に聴者と本のタイトル、価格、デザインを作っていく企画を行い話題となった。配信の翌日には自身3冊目の著書『ギフトのあけ方』を刊行し、決済手数料を除いた収益全額が台風19号災害義援金に寄付した。
2020年（令和2年）7月、4冊目の著書『小学生のうちに身につけたい「書くことが好きになる」』刊行。同年10月、スマートフォンでの縦型動画に特化した動画閲覧アプリ『smash.』を開発。同年11月11日から、ニッポン放送にて『前田裕二のゼロイチ』（毎週水曜　後7：00～9：00）放送開始（初のラジオ常任パーソナリティー）。番組内容は、聴者やゲストとともに2時間で「ゼロからイチ」を生み出すことを目指すもの。この番組ではラジオ放送に併せてSHOWROOMの配信サービスも活用する。

## 受賞・名誉
- 第24回 AMD Award '18 優秀賞（一般社団法人デジタルメディア協会・主催）[22]
- 第7回紀伊国屋書店ベストセラー大賞受賞（紀伊国屋書店・主催）[3][23]
- 読者が選ぶビジネス書グランプリ2020・ビジネス実務部門賞受賞[3][24]
- 2019年 1番売れたビジネス書（TSUTAYA調べ）『メモの魔力』[3]
- 2019年 20代が1番読んだ本（トーハン・日版調べ）『メモの魔力』[3]
- 未来を作るU-40経営者20人選出（世界最古の米国経営学誌『ハーバード・ビジネス・レビュー』主催）[25]

## 経歴

### 幼少から大学時代
- 1987年（昭和62年）、東京都北区生まれ[4][26]。
- 光明院幼稚園、滝野川第七小学校入学。8歳まで北区に過ごした[4]。
- 物心ついたときには父親がおらず、8歳で母が他界。10歳年の離れた兄と一緒に親戚の家に引き取られた[27]。
- 有名塾に通う同級生の女子に学力で勝てないことが動機に変わり、授業でメモを取ることをはじめる。[27]。
- 小学6年生から綾瀬駅前でギターの弾き語りを始めた。弾き語りを続けていくうちに、『カバー曲の演奏で立ち止まった人のリクエストに応じ仲良くなり、リクエストに応えられなかった曲を一週間後に弾くことでさらに仲良くなり、その上で創作曲を聞いてもらい、カバー曲と創作曲の演奏でお金が貰えるようになる』という流れに気付く[4][27]。この経験からSHOWROOMの原型になった『仲良くなるには双方向性が大切』『人は「絆」にお金を払う』と考えはじめる[27]。
- 中学はバスケットボール部に入部、バスケに没頭[28]。
- 東京都立深川高等学校[29]でもバスケを続けるが膝を故障、当時の英語教諭に「ディベートをやらないか？」との誘いで世界に興味を持ち始めた[4]。
- 2006年（平成18年）早稲田大学政治経済学部に入学。大学の先輩である社会保険労務士の関根光（SMBC日興証券、メットライフアリコ）から外資金融の世界の面白さをしる[30]。

### 大学卒業後
- 大学を卒業後、外資系投資銀行のUBS証券株式会社に入社[4]。
- 2011年（平成23年）UBS Securities LLCに移り、米国のニューヨークで北米機関投資家に対して株式セールス/アドバイザリー業務に従事[31]。株式市場において数千億〜兆円規模の資金を運用するファンドに対してアドバイザリーを行う[32]。

### 起業
- 2013年（平成25年）5月、株式会社DeNAに入社[33][34]。
- 2013年（平成25年）11月、ライブストリーミングサービスSHOWROOM（ショールーム）を立ち上げる[35]。
- 2015年（平成27年）当該事業を分離独立させ「SHOWROOM株式会社」を設立[36]。同月末にソニー・ミュージックエンタテインメントからの出資を受け、合弁会社化。現在は、SHOWROOM株式会社代表取締役社長として、SHOWROOM事業を率いる[37]。
- 2017年（平成29年）6月、初の著書『人生の勝算』を出版。[38]。
- 2018年（平成30年）2月、お笑いコンビ・キングコングの西野亮廣と共同経営で五反田にスナック「キャンディ」をオープンした[39] 。
- 2018年12月（平成30年）2冊目の著書『メモの魔力 The Magic of Memos 』を刊行[40]。
- 2019年（平成31年）2月19日、「バーチャルジャニーズプロジェクト（VJP）」でプロデューサーを務める[41]。
- 2021年（令和3年）1月23日、noteでの著作活動を始める[42]。同月31日、自身のYouTubeチャンネル『前田裕二の【いとを歌詞ch】』を開設。のちに『前田裕二チャンネル』に改名[43]。

## smash.
- 2020年（令和2年）10月に縦型のスマホに特化した短尺（5～10分以内）でプロクオリティの動画を配信する、バーティカルシアターアプリ「smash.」を始動（月額550円）[44]。
- smash.のCMにはHey! Say! JUMPを起用し。2021年3月末までに2600本のコンテンツを品ぞろえ[44]。

## 人物・エピソード
- 3歳で父と、8歳で母と[45] それぞれ死別して親戚に引き取られた。他者に依存しない自立生活を志し、小学生時分からギターの弾き語りを家計に充足した。10歳上の兄がいる[46]。
- 学生時代はバンド活動に没頭した[46]。
- 大学時代は苦学生だった。学費を工面するため塾講師、居酒屋店員、日雇い労働など数えきれない仕事をして賄った。音楽をするキッカケとなるギターを貰った従兄と組んだバンドでライブも熱中した[47]。
- 大学時代に専攻したゼミはマクロ経済学。日本の経済指標や国際通貨基金（IMF）の報告書を分析して議論を重ねて、景気動向の予測などに取り組んだ[47]。
- 大学時代は週3回、東京・早稲田にある「手打ちうどん ごんべえ」の辛子かつ丼＆うどんを食べていた。前田にとって今もパワーを貰える「ワセメシ」だという[4]。
- 新卒で入社したUBS証券で毎朝5時に出社し、2年目はニューヨークへ異動した[48]。
- 南場に起業の相談をした際、「今起業しても成功する可能性は著しく低い。だったら、うちで事業の立ち上げを勉強して、その後起業した方が成功確率は上がるのでは」と口説かれ、DeNAに入社[46] した。
- いつでもどこでもメモを欠かさない「メモ魔」である[49]。
- 習慣を大切にしており毎朝のランニング、就寝前の弾き語りがルーティーンになっている[50]。
- DIAMONDハーバード・ビジネス・レビュー（ダイヤモンド社）が、次代を拓く20人のリーダーに選出した[51]。
- GLAY TERU、秋元康、堀江貴文、キングコング西野亮廣、見城徹らと親交がある。
- 『花束みたいな恋をした』において著書の「人生の勝算」が登場する[52]。

## 著書
- 人生の勝算 (2017年6月30日、幻冬舎)　ISBN 978-4-344-03136-4
- メモの魔力 (2018年12月25日、幻冬舎)　ISBN 978-4-344-03408-2
- ギフトのあけ方〜前田裕二×檜原麻希・蜷川実花・ゆうこす・西野亮廣・松村沙友理・鬼龍院翔・中田敦彦（2019年11月5日、幻冬舎）
- 小学生のうちに身につけたい「書くことが好きになる」（2020年7月下旬、幻冬舎）　※全国のDAISO（ダイソー）で販売[2]
- メモで夢を叶える「魔法のドリル」（2022年4月29日、幻冬舎） ISBN 978-4-344-03953-7

## テレビ出演

### 現在
- 発想転換!世界を変えるシン・キング（NHK総合、2022年4月30日 - ）　※レギュラー[53]
- 明石家さんまと日本の社長（フジテレビ、2025年8月9日）[54]

### 過去
NHK総合
- 新春テレビ放談2019[55]
- やわらかアタマが世界を救う[55]

NHK Eテレ（教育テレビ）
- SWITCHインタビュー 達人達[55]

日本テレビ
- スッキリ（2018年10月 - 2023年3月31日）　※準レギュラー・火曜コメンテーター[2][6]
- メレンゲの気持ち[55]　※準レギュラー
- ナカイの窓[55]
- 出川哲朗のアイ・アム・スタディー[55]
- 人生が変わる1分間の深イイ話[55]
- アナザースカイII[55]
- しゃべくり007[55]
- SENSORS～人生100年時代の次世代リーダー[55]
- ネクストブレイク[55]
- 文無しアカデミー2.0[55]
- 新・日本男児と中居　※準レギュラー[7]
- 幸せ!ボンビーガール[55]
- おしゃれクリップ[56]

TBSテレビ
- 有田哲平の夢なら醒めないで[55]
- サンデージャポン[55]
- 人生最高レストラン[55]
- NEWS23[55]
- TBSスター育成プロジェクト 私が女優になる日_ - 審査員[55]
- がっちりマンデー!![55]
- 霜降りミキXIT[55]

フジテレビ
- 佳代子の部屋〜真夜中のゲーム会議〜[55]
- 今週土曜はAKB48総選挙！[55]
- AKB48総選挙直前SP[緊急事態！イベント中止…指原莉乃・最後の総選挙へ…[55]
- Mr.サンデー[55]
- THE NEWSα[55]
- ハミダシター[55]
- #ハイ_ポール[55]
- 未来360会議[55]
- 放談ナイト〜Hold　on　night〜[55]

テレビ朝日
- EXD44[55]
- グッド!モーニング[55]

テレビ東京
- インベスターZ[55]
- 吉本坂46が売れるまでの全記録[55]
- 新shock感 それな!って言わせて[55]

## ラジオ出演

### 過去
- 前田裕二のゼロイチ（ニッポン放送、2020年9月30日 - 2021年3月24日）　※パーソナリティ[57]
- SHOWROOM主義（TOKYO FM、2017年3月30日 - 2020年6月27日）　※パーソナリティ[58]
- GROWING REED（J-WAVE）
- 前田裕二 密着24時 〜ニッポン放送からの挑戦状〜（ニッポン放送）[59]
  - ニッポン放送×SHOWROOMコラボSP　SHOWROOMラジオ（パーソナリティ）[60]
  - 前田裕二のオールナイトニッポン（パーソナリティ）[61]
- NTT東日本Presents アフターコロナの新しい働き方（ニッポン放送）[62]

## 動画配信

### 現在
- 猫舌SHOWROOM（SHOWROOM、2018年6月 - ）　※レギュラー・土曜ＭＣ[63]
- 株式会社ニシノコンサル（AbemaTV、2018年8月 - 2020年3月）　※レギュラー[64]

## 雑誌
- 『SUPER CEO』（ブランジスタメディア）[65]　※表紙
- NewsPicksMagazine（幻冬舎）[66]　※表紙

　ほか多数掲載

### 新聞
- 学生新聞[67]

## イベント
- 東京ガールズコレクション2021 SPRING/SUMMER[68]

　ほか多数出演

## 審査員
- 田辺エージェンシー×秋元康×ＴＢＳスター育成プロジェクト『私が女優になる日＿』[69]